# Saint-André-de-l'Épine
Saint-André-de-l'Épine é uma comuna francesa na região administrativa da Normandia, no departamento Mancha. Estende-se por uma área de 7,22 km². Em 2010 a comuna tinha 560 habitantes (densidade: 77,6 hab./km²).